# Xysticus mongolicus
Xysticus mongolicus là một loài nhện trong họ Thomisidae.
Loài này thuộc chi Xysticus. Xysticus mongolicus được Ehrenfried Schenkel-Haas miêu tả năm 1963.